# Xanthopimpla flavipennis
Xanthopimpla flavipennis là một loài tò vò trong họ Ichneumonidae.